# Knížectví Lichtenberg
Lichtenberské knížectví či Knížectví Lichtenberg (německy Fürstentum Lichtenberg) bylo malé německé knížectví na západním břehu Rýna v letech 1816 až 1834. 
Knížectví bylo (jako exkláva) v personální unii s Vévodstvím sasko-kobursko-saalfeldským, po roce 1826 s Sasko-kobursko-gothajským vévodstvím. Jako svrchované knížectví patřilo do Německého spolku. Centrem knížectví bylo město St. Wendel, další velké město bylo Baumholder.

## Historie
Po porážce Napoleona získal v roce 1816 za odměnu vévoda Arnošt III. Sasko-Kobursko-Saalfeldský (starší bratr budoucího krále Leopolda I. Belgického) území bývalého "panství Baumholder" v okolí měst Baumholder, St. Wendel a Kusel o velikosti asi 537 km² s přibližně 25 000 obyvateli. Stejně tak získal za odměnu sousední území knížectví Birkenfeld oldenburský vévoda, které leželo na severozápad od Lichtenburska a hranici mezi nimi tvořila řeka Nahe. Na sever od Lichtenburgu se nějaký čas nacházela východní část Hesensko-homburského lantkrabství.
V roce 1819 bylo území přejmenováno podle hradu Lichtenberg, který se zde nachází, na knížectví Lichtenberské.
V letech 1824 až 1831 zde pobývala před a po rozvodu manželka vévody Luisa Sasko-Gothajsko-Altenburská († 1831).
Kvůli politickým nepokojům ze dne 31. května 1834 v St.Wendelu a velké vzdálenosti od hlavní části Vévodství sasko-kobursko-gothajského, prodal vévoda knížectví Lichtenberg Prusku v roce 1834 za roční rentu ve výši 80 000 tolarů. Velké části tohoto výtěžku byly použity pro rozšíření vévodského panství v Greinu v Rakousku. Prusko z území učinilo okres St. Wendel v provincii Porýní.
Dnes je území bývalého knížectví rozděleno mezi spolkové země Sársko a Porýní-Falc.